# Krieh die Kränk, Offebach

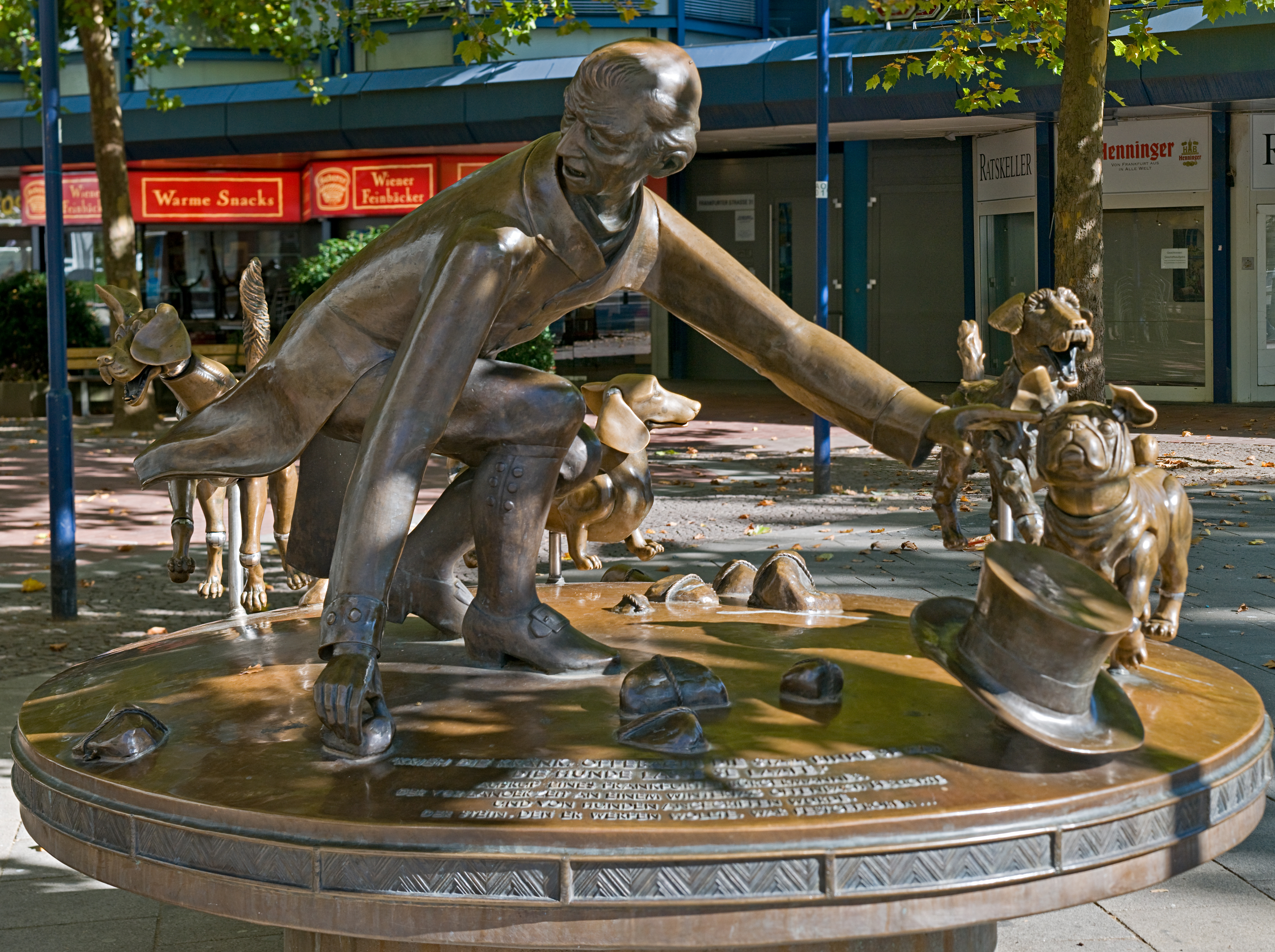
Skulpturengruppe „Krieh die Kränk, Offebach“

Krieh die Kränk, Offebach ist eine  Skulpturengruppe aus Bronze des Bildhauers Bonifatius Stirnberg aus dem Jahr 1998. Das Kunstwerk steht vor der Apotheke zum Löwen in der Frankfurter Straße am Offenbacher Stadthof. Die Apotheke zum Löwen ist Stifter der Skulpturengruppe.

## Beschreibung des Kunstwerks
Auf einer leicht gewölbten runden Bronzeplatte, die auf einem Steinsockel montiert ist, sind mehrere Bronzefiguren angeordnet. Ein hagerer, älterer Mann mit verschrecktem Gesicht, gekleidet im Stil des 19. Jahrhunderts mit Frack und Kniehosen, bückt sich und greift mit der rechten Hand nach einem Stein. Den linken Arm hat er gerade vor sich gestreckt. Vor dem Mann ist wie zu Boden fallend ein Zylinder drehbar montiert. Verteilt über die Bodenplatte erheben sich Steine, die mit verknoteten Seilen festgemacht sind. Um den Mann gruppieren sich vier Hundefiguren, eine Bulldogge, ein Schnauzer, ein Dackel und ein Mischlingshund. Die Hundefiguren sind drehbar gelagert, Kopf, Beine, Ohren und Schwänze können in verschiedene Richtungen verstellt werden. Auf der Vorderseite der Bodenplatte ist in erhabener Schrift die der Gruppe zugrunde liegende Anekdote wiedergegeben. Auf der gegenüberliegenden Seite ist in gleicher Schrift die Stifterwidmung und der Name des Künstlers zu lesen.
|  |  |  |

## Anekdotischer und historischer Hintergrund

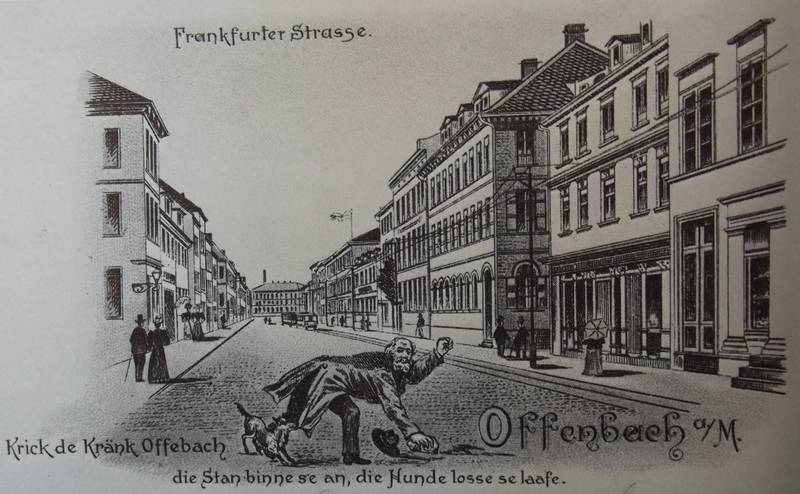
Historische Postkarte Krick de Kränk Offebach

Die Skulpturengruppe bezieht sich auf eine in Offenbach überlieferte Anekdote, nach der vor vielen Jahren ein Frankfurter Bürger im Winter Offenbach besuchte. Dort wurde er von freilaufenden Hunden angegriffen. Als er sich nach einem Stein bückte, um diesen nach den Tieren zu werfen, war der festgefroren. Daraufhin rief er im Frankfurter  Dialekt aus: „Krieh die Kränk, Offebach! Die Staa binne se aa, die Hunde lasse se laafe.“ Auf Hochdeutsch bedeutet das „Verdammtes Offenbach! Die Steine binden sie an, die Hunde lassen sie laufen.“
Der Ausdruck „Krieh die Kränk“ ist im Südhessischen Dialekt ein Stoßseufzer und eine milde Verwünschung. Aus der Konkurrenz der beiden Nachbarstädte Frankfurt am Main und Offenbach entwickelte sich in Frankfurt im 19. Jahrhundert der Ausruf „Krieh die Kränk, Offebach!“